# Nicrophorus chilensis
Nicrophorus chilensis là một loài bọ cánh cứng trong họ Silphidae được miêu tả bởi Philippi in 1871.